# Непримиримите
„Непримиримите“ е български игрален филм (драма, военен) от 1964 година на режисьора Янко Янков, по сценарий на Янко Янков и Веселин Ханчев (стихове). Оператор е Трендафил Захариев. Музиката във филма е композирана от Александър Райчев.

## Актьорски състав
- Иван Раев – Подофицер Стоев
- Сава Хашъмов – Божидар
- Банко Банков – Подпоручик Крумов
- Стефан Гецов – Самотният
- Йордан Матев – Манивелата
- Григор Вачков – Ваклин
- Желчо Мандаджиев – Серафим
- Васил Вачев – Немият
- Георги Георгиев – Гец – Атанас
- Александър Диков
- Петър Слабаков
- Цвятко Николов
- Иван Манов
- Трифон Джонев